# Endrosa abundata
Endrosa abundata là một loài bướm đêm thuộc phân họ Arctiinae, họ Erebidae.